# NGC 1599
NGC 1599 (również PGC 15403) – galaktyka spiralna (Sc), znajdująca się w gwiazdozbiorze Erydanu. Odkrył ją Édouard Jean-Marie Stephan 14 grudnia 1881 roku.
W galaktyce tej zaobserwowano supernową SN 2005aq.